# Sonata per a piano núm. 29 (Beethoven)
La Sonata per a piano núm. 29, en si bemoll major, Op. 106, coneguda com a "Große Sonate für das Hammerklavier", o més simple, com la Hammerklavier, és una de les últimes sonates per a piano del compositor alemany Ludwig van Beethoven. És considerada com una de les obres més importants del tercer període del compositor i entre les millors sonates per a piano. Acabada el 1818, sovint se la considera com la composició pianística més exigent de Beethoven. i una de les obres per a piano sol més exigents de tot el repertori clàssic. Està dedicada al seu patró, l'arxiduc Rodolf d'Àustria (1788-1831).
Literalment, la paraula Hammerklavier significa piano de martells, i era utilitzada per diferenciar el piano del clavicèmbal. L'obra deu el seu àlies a l'encapçalament que el propi Beethoven va escriure en la portada: Großi Sonate für das Hammerklavier (Gran sonata per a piano de martells).
Amb prop de quaranta minuts de durada, és una de les sonates més llargues que s'hagin creat. Beethoven, en crear-la va dir: "ja sé compondre".
| 1r mov: Allegro (9:55)                                                  |
|                                                                         |
|                                                                         |
|                                                                         |
| 2n mov: Scherzo: Assai vivace (2:17)                                    |
|                                                                         |
|                                                                         |
|                                                                         |
| 3r mov: Adagio sostenuto (12:53)                                        |
|                                                                         |
|                                                                         |
|                                                                         |
| 4t mov: Introduzione: Largo... Allegro – Fuga: Allegro risoluto (10:49) |
|                                                                         |
| Interpretació de Bernd Krueger (format MIDI)                            |
|                                                                         |

## Història
En la seva publicació, no va tenir una bona acollida per part del públic, i els pianistes no s'atrevien a enfrontar-se a les dificultats tècniques. Aquesta composició ha "temptat" a tots els grans pianistes dels últims cent anys, i fins i tot a alguns dels grans com Artur Schnabel, no va quedar del tot satisfet amb la seva execució.
Quan Beethoven la va acabar va dir: «Aquesta és una obra que no donarà problemes als pianistes que l'executin d'aquí a cinquanta anys». No li faltava raó. Es diu que va ser Franz Liszt el primer que va poder demostrar davant el públic que era una obra executable. I no només cal vèncer les dificultats tècniques, també cal saber moure's en una gran varietat de registres diferents.

## Moviments

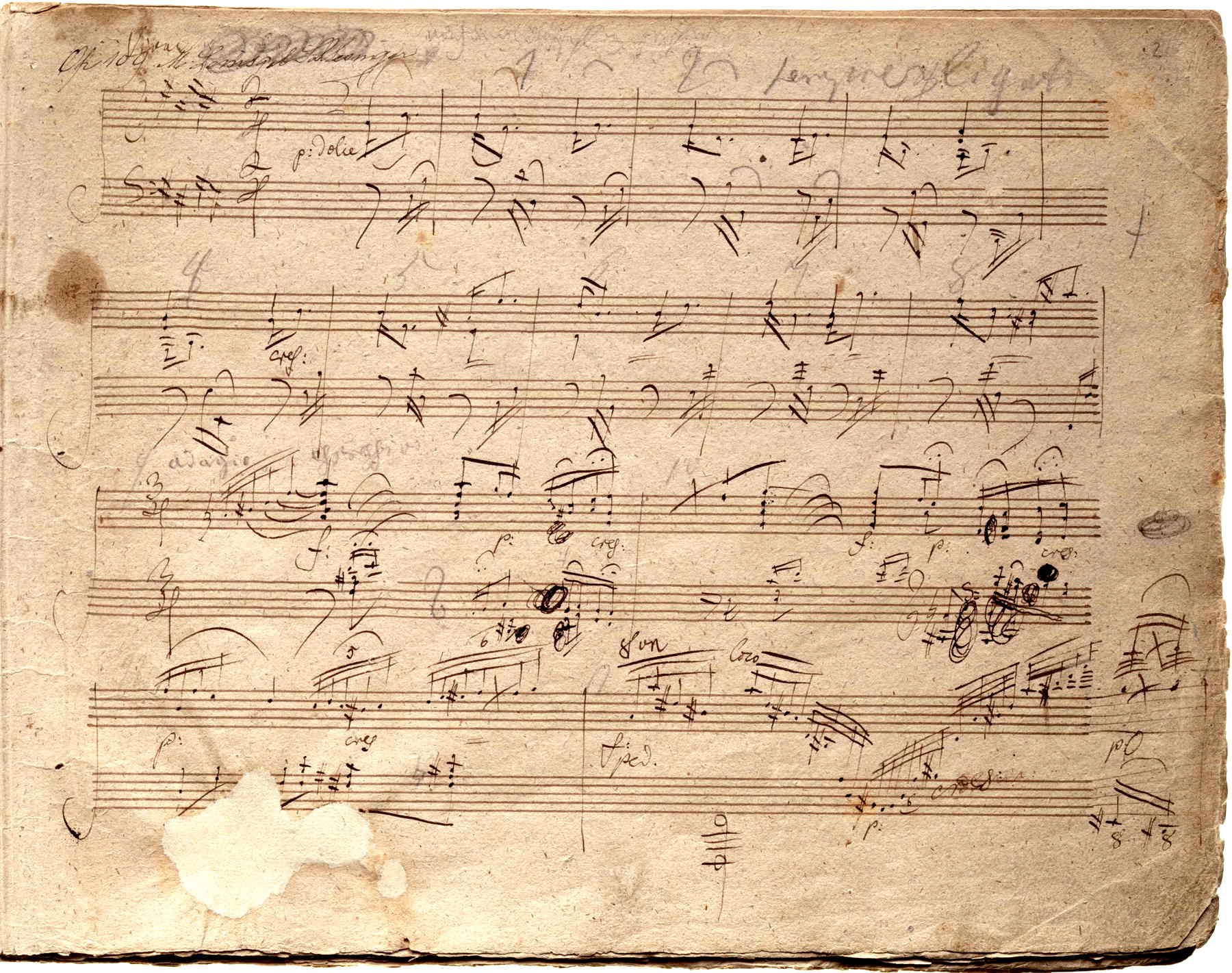
Manuscrit de la Sonata per a piano Op. 106, Hammerklavier.

La sonata consta de quatre moviments:
- Allegro.
- Scherzo. Assai vivace.
- Adagio sostenuto. Appassionato e con molto sentimento.
- Largo - Allegro risoluto.

Cada moviment té una trajectòria diversa:
1. El primer moviment, del que es tenen anotacions de 1817, havia de ser per a un cor a quatre veus, destinat a celebrar, el 17 d'abril de 1818, la festa de l'arxiduc Rodolf. En una carta de gener de 1819 a l'arxiduc Beethoven es mostra molt sorprès que la seva música hagi pres un altre caire.
2. El segon moviment havia estat esbossat primer per ser un minuet i es convertirà en un scherzo (l'últim scherzo de Beethoven en una sonata). Cap a la meitat de l'esborrany d'aquest moviment Beethoven va escriure: «Una petita casa aquí, tan petita que només hi hagi lloc per a un. Solament uns dies en aquesta divina Brühl! Nostàlgia o desig, alliberament o realització!» (veure Biografia, text núm. 512).
3. En el tercer moviment, adagio, Beethoven multiplica les indicacions sentimentals: «appassionato, e con molto sentimento», «espressivo» (ter), «molto espressivo» (bis), «con grand'espressione» (bis).
4. El quart moviment té tres parts: largo, allegro i allegro risoluto. Al capdavant de l'allegro risoluto Beethoven va escriure: «Fuga a tre voci con alcune licenze». Beethoven devia témer que aquest moviment fes més pesada la sonata, ja que el 19 d'abril de 1819 escriu a Ries: «Si la sonata no convé per a Londres, puc enviar-ne una altra, o també es pot deixar el largo i començar a continuació la fuga en l'últim fragment, o bé: el primer fragment, l'adagio i com a tercer l'scherzo i el largo i l'allegro risoluto. Us deixo que decidiu això com ho jutgeu millor». I en aquesta mateixa carta afegeix: «La sonata ha estat escrita en les presents circumstàncies i és dur escriure per guanyar-se el pa, he aquí en el que estic» (veure Biografia, text núm. 535).

### Allegro
Està escrit en forma sonata. En el formal, està més prop del classicisme que del romanticisme, encara que la seva sonoritat i els seus contrastos reflecteixen clarament un llenguatge nou. De proporcions colossals, comença amb una vivor comparable a l'arrencada de la seva 5ª simfonia. El primer tema té un caràcter heroic i triomfal. Els concordes, alternant-se en ambdues mans, marquen amb decisió l'avanç i el ritme de l'obra en aquests primers compassos. El segon tema és més melòdic; en aquest s'aprofita més l'extensió del teclat. Aquest segon tema s'acosta a la seva fi amb un recurs tècnic creat per Beethoven i àmpliament explotat en aquesta i, en general, en les seves últimes sonates: l'execució d'un trinat més una melodia, tocant-ho tot amb una sola mà. Després de l'habitual repetició de tots dos temes, el desenvolupament està coronat per un passatge escapolit (una altra constant en el Beethoven tardà) que comença a dues veus i acaba a quatre veus. És llavors quan els elements de tots dos temes s'enfronten en una lluita plena de contrastos. En la reexposició, tots dos temes surten enfortits, sent les dificultats tècniques a superar de major grau encara. El moviment acaba amb una coda, en la qual els grans contrastos segueixen presents pràcticament fins al final.

### Scherzo. Assai vivace
Crida l'atenció la brevetat d'aquest 2º moviment en comparació dels vasts moviments adjacents. El scherzo està aquí, igual que en la 9ª simfonia, en segon lloc, i no en el tercer habitual. Les dificultats tècniques tornen a manifestar-se. Existeix certa analogia entre el començament del scherzo i el primer tema del primer moviment. En efecte, també aquí, Beethoven transporta tota la melodia una 8ª cap al registre agut després d'uns compassos de presentació. És com si en el scherzo, Beethoven fes una caricatura d'una part del primer moviment. Una modulació marca el començament del trio. És aquí on veritablement sembla que tot està en precari equilibri. Fins que una escala ascendent acaba amb una alternança de concordes, que sembla sonar més com un senyal d'alarma per tornar a la tonalitat anterior. El moviment es tanca d'una forma certament enigmàtica, en el que sembla una interrogació.

### Adagio sostenuto. Apasionato e con molto sentimento
Ens trobem davant el qual, en opinió de molts, és el moviment de sonata més bell mai escrit. Tot un temple al que s'accedeix per l'estreta porta que constitueixen les dues notes inicials. Dues notes que Beethoven va afegir a l'últim moment. En efecte, poc després que acabés de compondre l'obra, i quan l'original estava ja en mans de l'editor, Beethoven li va escriure dient-li que en el començament de l'adagi havia d'afegir dues notes. Això va estranyar tant a l'editor que va creure que Beethoven s'havia tornat boig. Però quan va comprovar l'efecte d'aquestes dues notes, va comprendre el desig d'incloure costi el que costi aquest començament. Està escrit en una de les formes en les quals Beethoven va exercir un domini absolut: el tema amb variacions. El tema inicial està escrit d'una forma gairebé polifònica. La primera variació transforma el tema en una melodia que comença a recordar Chopin, i en la qual s'accentua el caràcter turmentat del moviment. Després d'uns compassos en els quals l'autor sembla sentir-se desorientat, comença la segona variació, construïda magistralment amb una melodia en amplis intervals. Després de modular, apareix la tercera variació, que en realitat és la primera variació modificada. De sobte, Beethoven sembla que s'hagués de desembarassar de tota l'angoixa precedent, en el que sembla un crit desesperat. Paul Bekker va descriure el moviment com "l'apoteosi del dolor, d'aquella profunda pena per la qual no hi ha remei, i que no es troba expressament en apassionats esdeveniments, sinó en la quietud inconmensurable de l'afecte". Al final, el tema inicial torna a aparèixer com un record, amb una lluentor crepuscular. Wilhelm Kempff l'ha descrit com "el monòleg més magnífic que va escriure Beethoven".

### Largo - Allegro risoluto
L'obra acaba de manera contundent amb una fuga a tres veus de caràcter gairebé apocalíptic. No podia ser d'una altra manera. Però abans de la fuga, durant una mica més de dos minuts, s'estén una de les pàgines més enigmàtiques i al·lucinants de la literatura pianística de Beethoven. Una espècie de punt de partida cap a alguna cosa desconegut. Fins i tot podem imaginar-nos a Beethoven al piano, temptejant, buscant en la foscor la sortida a la cruïlla, improvisant possibles formes d'acabar l'obra. De sobte, després d'un irresistible crescendo de concordes, apareix el tema de la fuga com una revelació, en el que serà un increïble exercici contrapuntístic on tenen cabuda les més audaces harmonies. Com deia Beethoven, «compondre fugues és el més senzill que hi ha, però la imaginació també reclama els seus drets». El tema principal de la fugida està encapçalat per un trinat, element que aquí fa el paper gairebé de tema dins del tema. Les idees musicals volen vertiginoses en passatges que exigeixen de l'intèrpret molt més del que estaven acostumats en temps de Beethoven. Veus que es solapen, violents trinats que sorgeixen com del no-res en qualsevol registre del teclat, cànons retrògrads que fan que sembli que veiem la partitura en un mirall.